# Shen Guoqin
Shen Guoqin (chinesisch 沈国芹; * 18. Juli 1961) ist eine ehemalige chinesische Eisschnellläuferin.
Shen nahm von 1979 bis 1984 an internationalen Wettbewerben teil. Dabei belegte sie bei den Olympischen Winterspielen 1980 in Lake Placid den 30. Platz über 1500 m sowie den 27. Rang über 500 m und bei den Olympischen Winterspielen 1984 in Sarajevo jeweils den 26. Platz über 500 m sowie 1000 m. Zudem kam sie bei den Juniorenweltmeisterschaften 1979 in Grenoble auf den 24. Platz im Mini-Mehrkampf und nahm an der Sprintweltmeisterschaft 1983 in Helsinki teil, wobei sie aber disqualifiziert wurde.

## Persönliche Bestleistungen
| Disziplin | Zeit        | Datum             | Ort       |
| --------- | ----------- | ----------------- | --------- |
| 500 m     | 42,35 s     | 10. März 1982     | Ürümqi    |
| 1000 m    | 1:28,02 min | 10. März 1982     | Ürümqi    |
| 1500 m    | 2:15,48 min | 16. Dezember 1981 | Matsumoto |